# Taintaturus accidens
Taintaturus accidens är en kvalsterart som beskrevs av Cook 1983. Taintaturus accidens ingår i släktet Taintaturus och familjen Aturidae. Inga underarter finns listade i Catalogue of Life.